# Гамзатова, Айна Заирбековна
Айна (Патимат) Заирбековна Гамзатова (ивр. איינה גמזאטובה‎; род. 1 октября 1971, Махачкала) — российская журналистка, член Союза журналистов России, писательница, общественная и религиозная деятельница Республики Дагестан, советница муфтия Республики Дагестан по связям с органами власти, общественностью и СМИ, соучредительца благотворительного фонда «Путь», главный редактор журнала «Ислам». Создательница и руководительница медиахолдинга Духовного управления мусульман Дагестана.

## Биография
Родилась 1 октября 1971 года в городе Махачкала Дагестанской АССР в семье преподавателей. По национальности — аварка. Оба её родителя родом из Хунзахского района. По материнской линии предки происходят из Газикумуха, а прабабушка со стороны матери была еврейкой.
Творческий псевдоним: Патимат Гамзатова.
Училась в средней общеобразовательной махачкалинской школе № 40.
В 1988 году поступала на юридический факультет ДГУ, не поступила за отсутствием стажа. Проработала год лаборанткой в кабинете физики средней школы № 40 г. Махачкалы.
С 1989 года по 1994 год училась на отделении журналистики филологического факультета Дагестанского государственного университета. Параллельно с учёбой проходила стажировку на телевидении (передача «Пятый угол» под руководством Александра Гентелева) и в газете «Молодёжь Дагестана» у Гаджи Абашилова.
В 1995—2000 годах окончила полный курс Дагестанского Исламского университета имени Сайфулла-Кади по специальности журналист-исламовед.
В 2010—2015 годах окончила негосударственное образовательное учреждение «Институт адвокатуры, нотариата и международных отношений» (Махачкала).

## Деятельность
С 1995 года по настоящее время занимает пост советника муфтия Республики Дагестан по связям с органами власти, общественностью и СМИ.
С 1995 год по 1996 год работала журналистом на ГТРК «Дагестан» редактором в общественно-политической редакции под руководством Ильмана Алипулатова. До 2012 года вела передачу «Мир вашему дому».
В 1996—2012 годах — главный редактор газеты «Ас-Салам».
В 1999—2001 годах — главный редактор газеты «Исламский вестник» и «Муалим».
В 2000 и 2005 годах организовала и была режиссёром шоу-программы «Женщины мира» о межконфессиональном единстве всех народов.
В 2001—2013 годах — главный редактор духовно-просветительского журнала «Ислам», который выходил под её руководством на протяжении 10 лет, достигнув тиража 150 тысяч экземпляров, и распространялся на территории РФ и СНГ.
В 2002—2003 годах — помощник руководителя администрации Государственного Совета и Правительства РД Атаева Арсена Атаевича.
В 2002—2005 годах — ректор женского филиала Северокавказского исламского университета имени шейха Мухаммада-Арифа.
С 2005 года — представитель от Духовного управления мусульман Дагестана в государственных органах власти и СМИ.
С 2009 года — соучредитель благотворительного фонда «Путь».
В 2009—2015 годах — создатель и руководитель медиахолдинга Духовного управления мусульман Дагестана.
В 2010 году руководила проектом «Любимая книга», в рамках которого благотворительным фондом «Путь» было выпущено тринадцать книг.
В 2010—2012 годах — главный редактор информационно-аналитического портала Islam.ru (разработана и запущена англоязычная версия сайта). Обычно публиковалась под псевдонимами Патимат З. и Патимат Гамзатова.
В 2011 году стала инициатором и руководителем выпуска первого в России каталога конфессиональной одежды.
В 2012 году принимала участие в работе международной конференции «Исламская доктрина против радикализма».
В 2015—2016 годах — проректор юридического колледжа РПА МЮ РФ СКФ.
В 2016—2019 годах — заместитель директора Северо-Кавказского института (филиала) Всероссийского государственного университета юстиции (Российской правовой академии Минюста России) по дополнительному образованию.
10 марта 2016 года принимала участие в качестве эксперта в Конференции Российского института стратегических исследований «Гонения на христиан в современном мире: геополитический аспект».
20 октября 2016 года принимала участие в круглом столе «Философия национальной журналистики: Жемчужины России — культурное наследие», целью которого было в привлечении внимания общественности к вопросам сохранения и популяризации памятников культурного и исторического наследия России.
1 ноября 2016 года принимала участие в XX Всемирном русском народном соборе, состоявшемся в Зале церковных соборов кафедрального соборного Храма Христа Спасителя в Москве.
С 2017 года — председатель благотворительного фонда «Шелковый путь».
29 декабря 2017 года инициативная группа выдвинула Гамзатову кандидатом в президенты России. 1 января Центризбирком принял документы Гамзатовой. 5 январе ЦИК РФ отказал Гамзатовой в регистрации. По словам члена ЦИК Евгения Шевченко «Есть целый ряд вопросов, целый ряд нарушений избирательного законодательства, которые не дают нам возможность зарегистрировать группу, созданную в поддержку самовыдвижения А. Гамзатовой». Главной причиной данного решения в Центральном избирательном комитете РФ назвали нарушение установленных законом Российской Федерации сроков подачи уведомления о проведении собрания по её выдвижению, а также отсутствие некоторых документов: «К сожалению, кандидат не предоставил справки ни на себя, ни на своего супруга, ни на несовершеннолетнего ребёнка, связанную об обязательствах о крупных расходах, это называется сведения о расходах кандидата», — сообщил Евгений Шевченко.
Уделяет внимание взаимодействию между религиозными организациями и деятелями на межконфессиональной основе.

## Награды
Награждена часами с дарственной надписью от Главы Республики Дагестан Рамазана Гаджимурадовича Абдулатипова за плодотворное взаимодействие.
Награждена грамотами и благодарственными письмами Духовного управления мусульман Дагестана.
Награждена благодарственным письмом за воспитательную работу, проводимую в женской исправительной колонии; благодарственное письмо ей вручил Даххаев Муслим Магомедович — начальник УФСИН РФ по Дагестану.
Награждена орденом «Белые журавли России» за укрепление межнациональной дружбы и пропаганду непреходящих базовых ценностей народов Российской Федерации

## Семья
Отец — Гамзатов Заирбек Омарович — преподавал 30 лет в Дагестанском гидромелиоративном техникуме. За долголетний добросовестный труд в народном хозяйстве и в области науки награждён медалью «Ветеран труда». Мать — Гамзатова Патимат Гамзатовна — работала учительницей в гоцатлинской средней школе, затем более 20 лет проработала в махачкалинском тепличном хозяйстве «Учхоз». Оба погибли в 2004 году в автокатастрофе.
Первым мужем был муфтий Дагестана Саид-Мухаммад Абубакаров, которого убили в 1998 году. Состоит в браке с муфтием Дагестана, шейхом Ахмедом-хаджи Абдулаевым.